# Un giorno bellissimo (singolo Francesco Renga)
Un giorno bellissimo è un singolo del cantautore italiano Francesco Renga, pubblicato il 15 ottobre 2010 dall'etichetta discografica Universal.
Prodotto da Celso Valli, è il primo singolo tratto dall'omonimo album Un giorno bellissimo, pubblicato il 23 novembre successivo. Il brano viene inserito anche nelle compilation Love... per sempre e Je t'aime 2011.
Del brano è stato anche realizzato un video musicale che vede come protagonisti una Barbie e un orsacchiotto di pezza nei panni di due atipici sposi. L'orsacchiotto compare anche nella copertina del singolo.
Il video musicale ufficiale del brano è stato diretto da Gaetano Morbioli e girato presso la Rocca Viscontea di Lonato del Garda in provincia di Brescia.

## Tracce
1. Un giorno bellissimo – 3:18